# Истанбулска невеста
Истанбулска невеста (тур. İstanbullu gelin) је турска телевизијска серија, која је снимана од 2017. до 2019.
У Србији је 2018. и 2019. приказивана на телевизији Пинк.

## Синопсис
Суреја је веома лепа, самоуверена млада девојка, која је расла као сироче. С обзиром на то да није имала родитеље да је штите, сама је излазила на крај са свим животним недаћама, што ју је учинило јаком и спремном чак и за наизглед несавладиве изазове судбине. Живот јој се променио из корена кад је упознала Фарука — богатог и харизматичног бизнисмена, који ју је освојио већ при првом, случајном сусрету.
С обзиром на то да је одрасла у великом граду, Суреја је модерна лепотица, а такав утисак оставља и нешто старији Фарук. Међутим, упркос савременом изгледу, богаташ је заправо од детињства бачен у чврсте окове традиције. Не знајући да се иза маске човека широких схватања крије роб обичаја, који се још држи за мајчин скут, Суреја је пристала да се уда за њега. Као његова невеста, спаковала је кофере и из Истанбула се преселила у срце Анадолије, где време као да је стало.
Истанбулска млада прво се суочила с госпођом Есмом, својом доминантном свекрвом којој су потчињени сви укућани огромног имања. Сурејина јетрва Ипек машта о томе да седне на мајчин престо, а ту су и Фарукова проблематична браћа Фикрет, Осман и Мурат. Док се његова супруга буде борила за своје место у вили, Фарук ће морати да се суочи с непријатељем кога није очекивао.
Како време буде пролазило, велелепно породично здање, које је готово четири века пркосно стајало у срцу традиционалног града, почеће да се урушава под притиском замршених породичних односа, док истанбулска млада не буде потпуно растрзана између традиције и модерног света...

## Сезоне
| Сезона | Сезона | Број епизода (н) / (и)           | Приказивање у Турској                 | Приказивање у Србији                     |
| ------ | ------ | -------------------------------- | ------------------------------------- | ---------------------------------------- |
|        | 1      | 16 / 51 (1 — 16) / (1 — 51)      | 3. март 2017 — 16. јун 2017. ()       | 23. април 2018 — 11. јун 2018. (Пинк)    |
|        | 2      | 37 / 129 (17 — 53) / (52 — 180)  | 22. септембар 2017 — 8. јун 2018. ()  | 11. јун 2018 — 30. новембар 2018. (Пинк) |
|        | 3      | 34 / 121 (54 — 87) / (181 — 301) | 21. септембар 2018 — 31. мај 2019. () | 30. новембар 2018 — 24. јул 2019. (Пинк) |

## Улоге
| Глумац:             | Улога:                       | Епизода:     |
| ------------------- | ---------------------------- | ------------ |
| Асли Енвер          | Суреја Дениз Боран           | 1-87         |
| Озџан Дениз         | Фарук Боран                  | 1-87         |
| Ипек Билгин         | Есма Боран Селимер           | 1-87         |
| Салих Бадемџи       | Фикрет Боран                 | 1-87         |
| Дилара Аксујек      | Ипек Докујуџу Боран          | 1-87         |
| Фират Таниш         | Адем Сезгин Боран Фатих Аџар | 1-87         |
| Тамер Левент        | Гарип Селимер                | 18-87        |
| Мерал Четинкаја     | Улфет Кавакли                | 54-63        |
| Озге Борак          | Бегум                        | 6-38         |
| Гувен Мурат Акпинар | Осман Боран                  | 1-87         |
| Беркај Хардал       | Мурат Боран                  | 1-47         |
| Мурат Ајген         | Џан                          | 19-47        |
| Нихал Јалчин        | Гунеш                        | 54-87        |
| Кан Јилдирим        | Окан                         | 54-77        |
| Неслихан Јелдан     | Сенем Тезџан                 | 1-87         |
| Фатих Којуноглу     | Акиф Тезџан                  | 1-87         |
| Неслихан Арслан     | Дилара                       | 1-87         |
| Пелинсу Пир         | Нургул                       | 1-87         |
| Нергис Чоракчи      | Кијмет Докујуџу              | 1-87         |
| Семра Динчер        | Рејхан Сезгин                | 1-52         |
| Ерен Балкан         | Гулистан                     | 1-87         |
| Мухарем Турксевен   | Назиф                        | 1-87         |
| Ахмет Сабри Озменер | Мустафа                      | 1-87         |
| Тилбе Саран         | Идил                         | 27-87        |
| Артун Касапоглу     | Емир Боран                   | 6-87         |
| Ебру Шахин          | Бурџу Селимер                | 18-52        |
| Хира Којунџуоглу    | Баде                         | 1-47         |
| Хакан Алтинер       | Шахап Докујуџу               | 1-53; 70-71  |
| Дефне Самјели       | Сирен                        | 37-40; 50-52 |
| Имер Озгун          | Есра                         | 25-48        |
| Неслихан Акер       | Пелин                        | 6-38         |
| Нилај Ердонмез      | Асије                        | 1-16         |
| Хајал Косеоглу      | Зејнеп                       | 3-15         |
| Ејлул Су Сапан      | Озгур                        | 64-77        |
| Јелена Вијунова     | Анастасија                   | 67-87        |
| Анил Илтер          | Мерт                         | 77-          |
| Ајлин Аслим         | Гулбин                       | 63-66; 70    |
| Јешим Салким        | Седеф                        | 60-62        |
| Ахсен Ероглу        | Јаз Боран                    | 54-55        |
| Селчук Борак        | Ибрахим                      | 65-66        |